# Жозеф Гримальди
Принц Жозеф Мари Жером Оноре (фр. Joseph de Grimaldi или Joseph de Monaco; 10 сентября 1763, Париж, Франция — 28 июня 1816, там же) — регент Монако (1814–1815).

## Биография
Представитель рода Гримальди. Второй сын князя Монако Оноре III и княгини Марии Катерины Бриньоле-Сале, младший брат Оноре IV.
В 1778 году в возрасте 14 лет поступил на военную службу в Королевскую французскую армию, во время Великой Французской Революции принимал участие в боевых действиях против мятежников в Вандее. Во время революции часто находился в зарубежных поездках, чтобы получить ссуды для своего отца. 
В 1795 году эмигрировал в Англию. В 1802 году был исключён из списка эмигрантов и возвратился во Францию, где занимал различные административные посты при Империи. После Реставрации Бурбонов в 1814 году решением Венского Конгресса княжество Монако было восстановлено под протекторатом Франции, а принц Жозеф вследствие болезни старшего брата Оноре IV был назначен регентом. 
С 14 июня 1814 года управлял княжеством через генерал-губернатора и 3 марта 1815 года передал полномочия регента своему племяннику Оноре-Габриэлю (1778-1841). 
Умер в Париже.